# Melkquotum

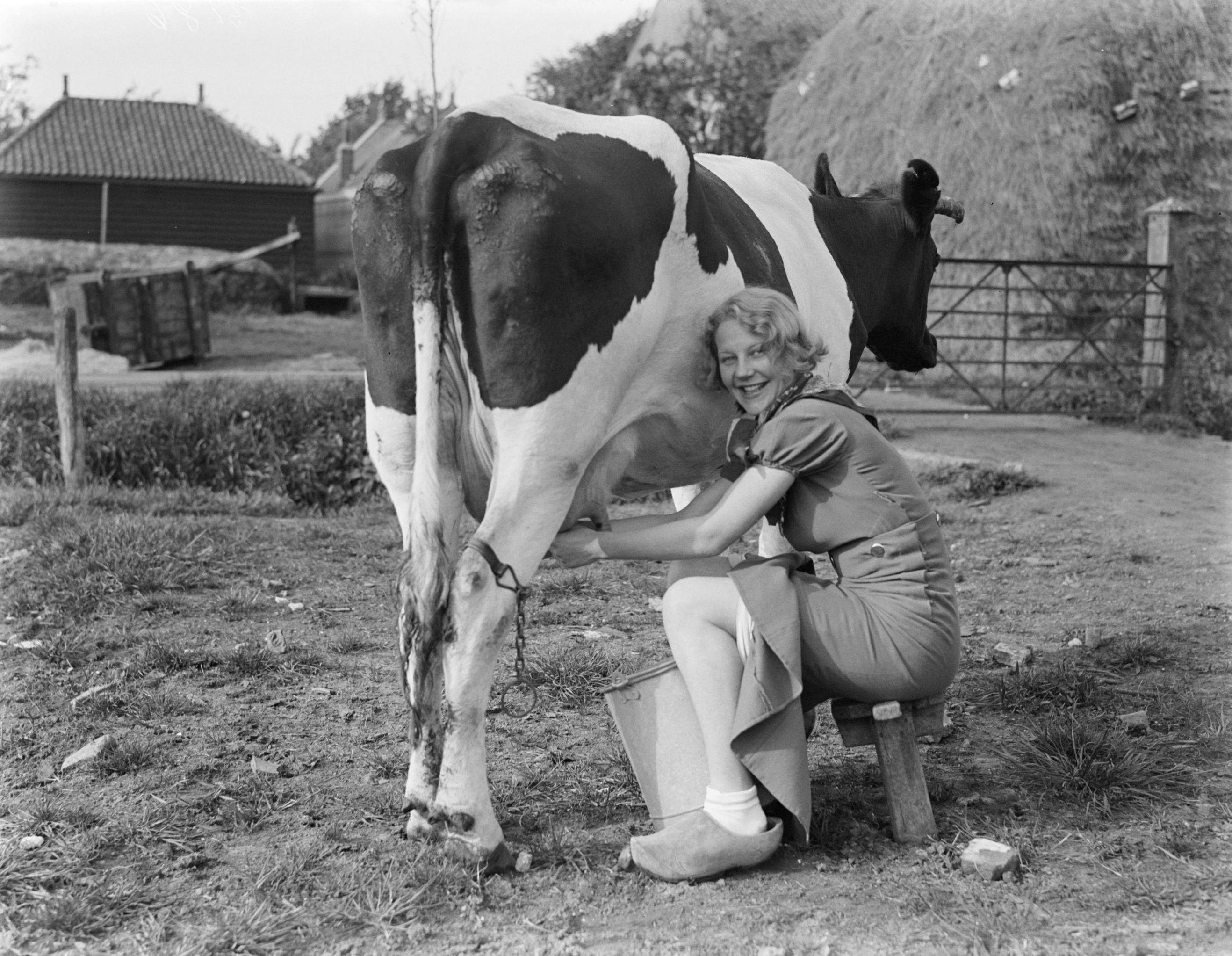
Melkproductie in 1933

Een melkquotum is het recht een bepaalde hoeveelheid koemelk te produceren, alle andere vormen van melk zoals geiten- en schapenmelk zijn vrij van productiequota. Ieder land van de Europese Unie had van 1984 tot 2015 een melkquotum. Toen het quotum werd ingevoerd was dit voor een periode van 5 jaar. Sindsdien is de periode met een variabele lengte van 1 tot 7 jaar verlengd. Het Europese melkquotum is op 1 april 2015 afgeschaft.
In de meeste landen was het quotum verdeeld over de melkproducenten, de melkveehouderij. In Italië was het melkquotum verdeeld over de melkverwerkende fabrieken. Melkquota zijn tussen producenten (boeren) binnen de landsgrenzen vrij overdraagbaar. Dit kan door middel van tijdelijke overdracht (leasing) of door middel van permanente overdracht (koop).
Indien meer melk wordt geleverd dan het quotum moet een heffing over deze extra hoeveelheid worden betaald. Dit heet de superheffing.

## Motieven voor invoering
De melkquota zijn ingevoerd omdat in de Europese Unie meer melk werd geproduceerd dan geconsumeerd, wat uiteindelijk leidde tot wat een melkplas en boterberg genoemd werd. Deze overproductie is een direct gevolg van productiesubsidies in het kader van afspraken die zijn gemaakt in het gemeenschappelijk landbouwbeleid. De overschotten aan melk worden met exportsubsidies op de wereldmarkt afgezet (de prijs in de EU was hoger dan op de wereldmarkt). Om de hoge kosten van die subsidies, die alsmaar stegen door de groeiende melkproductie en de dalende melkprijs op de wereldmarkt, te beperken werd het melkquotum ingevoerd. De hoogte van de melkquota in de EU bedroeg bij invoering de productie van 1984 minus enkele procenten. Daarna is de omvang van de melkquota een paar keer aangepast. Door het melkquotum is de productie van melk in de Europese Unie beperkt en daarmee dus ook voor exportsubsidies begrensd.

## Volume melkquotum
Hoewel het volume van het quotum wordt uitgedrukt in kilogram melk, is de hoeveelheid melkvet mede bepalend. Als een melkveehouder een hoger percentage vet heeft in zijn melk, mag hij minder liters leveren. Dit wordt doorberekend door de zogeheten vetcorrectie.

### Vetcorrectie en vetreferentie
Ieder melkquotum heeft een vetreferentie, het vetpercentage waar het quotum op is gebaseerd. Levert de producent melk die vetter of minder vet is, dan mag hij minder, resp. meer melk leveren, de vetcorrectie. In 2008 gold bijvoorbeeld voor de vetcorrectie:
vetcorrectie = (geleverd vetpercentage - vetreferentie) * 0,18 * totaal geleverde kg melk
Een producent die 600.000 kg melk leverde met een vetpercentage van 4,55% had dan bij een vetreferentie van 4,35% quotarechten nodig voor 621.600 kg melk. Had hij minder rechten dan die 621.600 kg, dan betaalde hij over het meerdere de superheffing. Omgekeerd kon men dan bij een lager vetpercentage meer melk leveren zonder daar superheffing over te moeten betalen.

### Aanpassingen
De grootte van het melkquotum is in de loop van de jaren verscheidene malen aangepast. In 1990 bedroeg het quotum voor heel Nederland 10.983.000 ton melk. In 2013 was het melkquotum voor Nederland 11.973.600 ton melk. Dit is nog altijd minder dan de 13,2 miljoen ton melk die op het hoogtepunt van de Nederlandse melkproductie in 1983 werd geproduceerd.
In aanloop naar het definitieve einde van het melkquotum in 2015 is vanaf 2005 het melkquotum elk jaar structureel verhoogd. Op 1 april 2008 is het melkquotum eenmalig verhoogd met 2,5%. Dit is 2% meer dan de verhoging van 0,5% in 2005 en 2006. Met ingang van 1 april 2009 werd het quotum jaarlijks met 1% verhoogd. Dit was bedoeld om een soort 'zachte landing' te maken voor de Europese melkveehouderij. In 2009 kwam daar ongeveer 1,5% extra bij door aanpassingen in de coëfficiënt van de vetcorrectie. Deze werd verlaagd van 0,18 naar 0,09 wanneer het geleverde vetpercentage hoger was dan het referentiepercentage.

### 'Vetmelkers'
Tot 2007 was het mogelijk om de negatieve correctie (voor melk die minder vet is dan het referentiepercentage) onbeperkt te gebruiken. Er waren bijvoorbeeld quota in omloop met een zeer hoog vetreferentiepercentage, tot circa 7,80%. Dit was in Nederland het gevolg van een bijzondere regeling voor een kleine groep veehouders, en de percentages waren gebaseerd op bijvoorbeeld Jersey-koeien. Een aantal melkveehouders, de zogeheten vetmelkers, kon zo door de aankoop van een klein quotum met hoge vetreferentie effectief onbeperkt produceren tegen slechts ongeveer een derde van de superheffing. Deze 'truc' is in 2007 onmogelijk gemaakt, door de negatieve correctie te beperken tot 25 procent van de geleverde hoeveelheid.

## Afschaffen van het melkquotum
De Europese Unie lag onder vuur vanwege haar landbouwsubsidies en de bijhorende importheffingen op landbouwproducten. Dit zou vooral de ontwikkeling van Derdewereldlanden tegengaan.
Sinds 1 april 2015 kent de Europese Unie geen melkquotum meer. Sindsdien kan er onbelemmerd melk geproduceerd worden. De verwachting was dat de lidstaten hierdoor beter zouden kunnen concurreren op de exportmarkten.